# Liste der Gemarkungen in der Freien Hansestadt Bremen
Die Liste der Gemarkungen in der Freien Hansestadt Bremen umfasst alle 498 aktuellen Gemarkungen gemäß den Angaben des Landesamtes GeoInformation Bremen.
Die Gemarkungsnummer beginnt mit der zweistelligen Länderkennung 04 für die Freie Handelsstadt Bremen. Danach folgt eine vierstellige Nummer für die einzelnen Gemarkungen. 
| Gemarkungsschlüssel | Gemarkung        | Gemeinde                  |
| ------------------- | ---------------- | ------------------------- |
| 04 0009             | Überseehafen     | Stadtgemeinde Bremen      |
| 04 1001             | Altstadt 1       | Stadtgemeinde Bremen      |
| 04 1002             | Altstadt 2       | Stadtgemeinde Bremen      |
| 04 1003             | Altstadt 3       | Stadtgemeinde Bremen      |
| 04 1004             | Altstadt 4       | Stadtgemeinde Bremen      |
| 04 1005             | Altstadt 5       | Stadtgemeinde Bremen      |
| 04 1006             | Altstadt 6       | Stadtgemeinde Bremen      |
| 04 2001             | Neustadt 1       | Stadtgemeinde Bremen      |
| 04 2002             | Neustadt 2       | Stadtgemeinde Bremen      |
| 04 2003             | Neustadt 3       | Stadtgemeinde Bremen      |
| 04 2004             | Neustadt 4       | Stadtgemeinde Bremen      |
| 04 3001             | VR 1             | Stadtgemeinde Bremen      |
| 04 3002             | VR 2             | Stadtgemeinde Bremen      |
| 04 3003             | VR 3             | Stadtgemeinde Bremen      |
| 04 3004             | VR 4             | Stadtgemeinde Bremen      |
| 04 3005             | VR 5             | Stadtgemeinde Bremen      |
| 04 3006             | VR 6             | Stadtgemeinde Bremen      |
| 04 3007             | VR 7             | Stadtgemeinde Bremen      |
| 04 3008             | VR 8             | Stadtgemeinde Bremen      |
| 04 3009             | VR 9             | Stadtgemeinde Bremen      |
| 04 3010             | VR 10            | Stadtgemeinde Bremen      |
| 04 3011             | VR 11            | Stadtgemeinde Bremen      |
| 04 3012             | VR 12            | Stadtgemeinde Bremen      |
| 04 3013             | VR 13            | Stadtgemeinde Bremen      |
| 04 3014             | VR 14            | Stadtgemeinde Bremen      |
| 04 3015             | VR 15            | Stadtgemeinde Bremen      |
| 04 3016             | VR 16            | Stadtgemeinde Bremen      |
| 04 3017             | VR 17            | Stadtgemeinde Bremen      |
| 04 3018             | VR 18            | Stadtgemeinde Bremen      |
| 04 3019             | VR 19            | Stadtgemeinde Bremen      |
| 04 3020             | VR 20            | Stadtgemeinde Bremen      |
| 04 3021             | VR 21            | Stadtgemeinde Bremen      |
| 04 3022             | VR 22            | Stadtgemeinde Bremen      |
| 04 3023             | VR 23            | Stadtgemeinde Bremen      |
| 04 3024             | VR 24            | Stadtgemeinde Bremen      |
| 04 3025             | VR 25            | Stadtgemeinde Bremen      |
| 04 3026             | VR 26            | Stadtgemeinde Bremen      |
| 04 3027             | VR 27            | Stadtgemeinde Bremen      |
| 04 3028             | VR 28            | Stadtgemeinde Bremen      |
| 04 3029             | VR 29            | Stadtgemeinde Bremen      |
| 04 3030             | VR 30            | Stadtgemeinde Bremen      |
| 04 3031             | VR 31            | Stadtgemeinde Bremen      |
| 04 3032             | VR 32            | Stadtgemeinde Bremen      |
| 04 3033             | VR 33            | Stadtgemeinde Bremen      |
| 04 3034             | VR 34            | Stadtgemeinde Bremen      |
| 04 3035             | VR 35            | Stadtgemeinde Bremen      |
| 04 3036             | VR 36            | Stadtgemeinde Bremen      |
| 04 3037             | VR 37            | Stadtgemeinde Bremen      |
| 04 3038             | VR 38            | Stadtgemeinde Bremen      |
| 04 3039             | VR 39            | Stadtgemeinde Bremen      |
| 04 3040             | VR 40            | Stadtgemeinde Bremen      |
| 04 3041             | VR 41            | Stadtgemeinde Bremen      |
| 04 3042             | VR 42            | Stadtgemeinde Bremen      |
| 04 3043             | VR 43            | Stadtgemeinde Bremen      |
| 04 3044             | VR 44            | Stadtgemeinde Bremen      |
| 04 3045             | VR 45            | Stadtgemeinde Bremen      |
| 04 3046             | VR 46            | Stadtgemeinde Bremen      |
| 04 3047             | VR 47            | Stadtgemeinde Bremen      |
| 04 3048             | VR 48            | Stadtgemeinde Bremen      |
| 04 3049             | VR 49            | Stadtgemeinde Bremen      |
| 04 3050             | VR 50            | Stadtgemeinde Bremen      |
| 04 3051             | VR 51            | Stadtgemeinde Bremen      |
| 04 3052             | VR 52            | Stadtgemeinde Bremen      |
| 04 3053             | VR 53            | Stadtgemeinde Bremen      |
| 04 3054             | VR 54            | Stadtgemeinde Bremen      |
| 04 3055             | VR 55            | Stadtgemeinde Bremen      |
| 04 3056             | VR 56            | Stadtgemeinde Bremen      |
| 04 3057             | VR 57            | Stadtgemeinde Bremen      |
| 04 3058             | VR 58            | Stadtgemeinde Bremen      |
| 04 3059             | VR 59            | Stadtgemeinde Bremen      |
| 04 3060             | VR 60            | Stadtgemeinde Bremen      |
| 04 3061             | VR 61            | Stadtgemeinde Bremen      |
| 04 3062             | VR 62            | Stadtgemeinde Bremen      |
| 04 3063             | VR 63            | Stadtgemeinde Bremen      |
| 04 3064             | VR 64            | Stadtgemeinde Bremen      |
| 04 3065             | VR 65            | Stadtgemeinde Bremen      |
| 04 3066             | VR 66            | Stadtgemeinde Bremen      |
| 04 3067             | VR 67            | Stadtgemeinde Bremen      |
| 04 3068             | VR 68            | Stadtgemeinde Bremen      |
| 04 3069             | VR 69            | Stadtgemeinde Bremen      |
| 04 3070             | VR 70            | Stadtgemeinde Bremen      |
| 04 3071             | VR 71            | Stadtgemeinde Bremen      |
| 04 3072             | VR 72            | Stadtgemeinde Bremen      |
| 04 3073             | VR 73            | Stadtgemeinde Bremen      |
| 04 3074             | VR 74            | Stadtgemeinde Bremen      |
| 04 3075             | VR 75            | Stadtgemeinde Bremen      |
| 04 3076             | VR 76            | Stadtgemeinde Bremen      |
| 04 3077             | VR 77            | Stadtgemeinde Bremen      |
| 04 3078             | VR 78            | Stadtgemeinde Bremen      |
| 04 3079             | VR 79            | Stadtgemeinde Bremen      |
| 04 3080             | VR 80            | Stadtgemeinde Bremen      |
| 04 3081             | VR 81            | Stadtgemeinde Bremen      |
| 04 3082             | VR 82            | Stadtgemeinde Bremen      |
| 04 3083             | VR 83            | Stadtgemeinde Bremen      |
| 04 3084             | VR 84            | Stadtgemeinde Bremen      |
| 04 3085             | VR 85            | Stadtgemeinde Bremen      |
| 04 3086             | VR 86            | Stadtgemeinde Bremen      |
| 04 3087             | VR 87            | Stadtgemeinde Bremen      |
| 04 3088             | VR 88            | Stadtgemeinde Bremen      |
| 04 3089             | VR 89            | Stadtgemeinde Bremen      |
| 04 3090             | VR 90            | Stadtgemeinde Bremen      |
| 04 3091             | VR 91            | Stadtgemeinde Bremen      |
| 04 3092             | VR 92            | Stadtgemeinde Bremen      |
| 04 3093             | VR 93            | Stadtgemeinde Bremen      |
| 04 3094             | VR 94            | Stadtgemeinde Bremen      |
| 04 3095             | VR 95            | Stadtgemeinde Bremen      |
| 04 3096             | VR 96            | Stadtgemeinde Bremen      |
| 04 3097             | VR 97            | Stadtgemeinde Bremen      |
| 04 3098             | VR 98            | Stadtgemeinde Bremen      |
| 04 3099             | VR 99            | Stadtgemeinde Bremen      |
| 04 3100             | VR 100           | Stadtgemeinde Bremen      |
| 04 3101             | VR 101           | Stadtgemeinde Bremen      |
| 04 3102             | VR 102           | Stadtgemeinde Bremen      |
| 04 3103             | VR 103           | Stadtgemeinde Bremen      |
| 04 3104             | VR 104           | Stadtgemeinde Bremen      |
| 04 3105             | VR 105           | Stadtgemeinde Bremen      |
| 04 3106             | VR 106           | Stadtgemeinde Bremen      |
| 04 3107             | VR 107           | Stadtgemeinde Bremen      |
| 04 3108             | VR 108           | Stadtgemeinde Bremen      |
| 04 3109             | VR 109           | Stadtgemeinde Bremen      |
| 04 3110             | VR 110           | Stadtgemeinde Bremen      |
| 04 3111             | VR 111           | Stadtgemeinde Bremen      |
| 04 3112             | VR 112           | Stadtgemeinde Bremen      |
| 04 3113             | VR 113           | Stadtgemeinde Bremen      |
| 04 3114             | VR 114           | Stadtgemeinde Bremen      |
| 04 3115             | VR 115           | Stadtgemeinde Bremen      |
| 04 3116             | VR 116           | Stadtgemeinde Bremen      |
| 04 3119             | VR 119           | Stadtgemeinde Bremen      |
| 04 3121             | VR 121           | Stadtgemeinde Bremen      |
| 04 3124             | VR 124           | Stadtgemeinde Bremen      |
| 04 3125             | VR 125           | Stadtgemeinde Bremen      |
| 04 3126             | VR 126           | Stadtgemeinde Bremen      |
| 04 3127             | VR 127           | Stadtgemeinde Bremen      |
| 04 3128             | VR 128           | Stadtgemeinde Bremen      |
| 04 3129             | VR 129           | Stadtgemeinde Bremen      |
| 04 3130             | VR 130           | Stadtgemeinde Bremen      |
| 04 3131             | VR 131           | Stadtgemeinde Bremen      |
| 04 3132             | VR 132           | Stadtgemeinde Bremen      |
| 04 3133             | VR 133           | Stadtgemeinde Bremen      |
| 04 3134             | VR 134           | Stadtgemeinde Bremen      |
| 04 3135             | VR 135           | Stadtgemeinde Bremen      |
| 04 3136             | VR 136           | Stadtgemeinde Bremen      |
| 04 3137             | VR 137           | Stadtgemeinde Bremen      |
| 04 3138             | VR 138           | Stadtgemeinde Bremen      |
| 04 3139             | VR 139           | Stadtgemeinde Bremen      |
| 04 3140             | VR 140           | Stadtgemeinde Bremen      |
| 04 3141             | VR 141           | Stadtgemeinde Bremen      |
| 04 3142             | VR 142           | Stadtgemeinde Bremen      |
| 04 3143             | VR 143           | Stadtgemeinde Bremen      |
| 04 3144             | VR 144           | Stadtgemeinde Bremen      |
| 04 3145             | VR 145           | Stadtgemeinde Bremen      |
| 04 3146             | VR 146           | Stadtgemeinde Bremen      |
| 04 3147             | VR 147           | Stadtgemeinde Bremen      |
| 04 3148             | VR 148           | Stadtgemeinde Bremen      |
| 04 3149             | VR 149           | Stadtgemeinde Bremen      |
| 04 3150             | VR 150           | Stadtgemeinde Bremen      |
| 04 3151             | VR 151           | Stadtgemeinde Bremen      |
| 04 3152             | VR 152           | Stadtgemeinde Bremen      |
| 04 3153             | VR 153           | Stadtgemeinde Bremen      |
| 04 3154             | VR 154           | Stadtgemeinde Bremen      |
| 04 3155             | VR 155           | Stadtgemeinde Bremen      |
| 04 3156             | VR 156           | Stadtgemeinde Bremen      |
| 04 3157             | VR 157           | Stadtgemeinde Bremen      |
| 04 3158             | VR 158           | Stadtgemeinde Bremen      |
| 04 3159             | VR 159           | Stadtgemeinde Bremen      |
| 04 3160             | VR 160           | Stadtgemeinde Bremen      |
| 04 3161             | VR 161           | Stadtgemeinde Bremen      |
| 04 3162             | VR 162           | Stadtgemeinde Bremen      |
| 04 3163             | VR 163           | Stadtgemeinde Bremen      |
| 04 3164             | VR 164           | Stadtgemeinde Bremen      |
| 04 3165             | VR 165           | Stadtgemeinde Bremen      |
| 04 3166             | VR 166           | Stadtgemeinde Bremen      |
| 04 3170             | VR 170           | Stadtgemeinde Bremen      |
| 04 3171             | VR 171           | Stadtgemeinde Bremen      |
| 04 3172             | VR 172           | Stadtgemeinde Bremen      |
| 04 3173             | VR 173           | Stadtgemeinde Bremen      |
| 04 3174             | VR 174           | Stadtgemeinde Bremen      |
| 04 3175             | VR 175           | Stadtgemeinde Bremen      |
| 04 3176             | VR 176           | Stadtgemeinde Bremen      |
| 04 3177             | VR 177           | Stadtgemeinde Bremen      |
| 04 3178             | VR 178           | Stadtgemeinde Bremen      |
| 04 3179             | VR 179           | Stadtgemeinde Bremen      |
| 04 3180             | VR 180           | Stadtgemeinde Bremen      |
| 04 3181             | VR 181           | Stadtgemeinde Bremen      |
| 04 3182             | VR 182           | Stadtgemeinde Bremen      |
| 04 3185             | VR 185           | Stadtgemeinde Bremen      |
| 04 3186             | VR 186           | Stadtgemeinde Bremen      |
| 04 3187             | VR 187           | Stadtgemeinde Bremen      |
| 04 3188             | VR 188           | Stadtgemeinde Bremen      |
| 04 3189             | VR 189           | Stadtgemeinde Bremen      |
| 04 3190             | VR 190           | Stadtgemeinde Bremen      |
| 04 3191             | VR 191           | Stadtgemeinde Bremen      |
| 04 3194             | VR 194           | Stadtgemeinde Bremen      |
| 04 3195             | VR 195           | Stadtgemeinde Bremen      |
| 04 3196             | VR 196           | Stadtgemeinde Bremen      |
| 04 3198             | VR 198           | Stadtgemeinde Bremen      |
| 04 3199             | VR 199           | Stadtgemeinde Bremen      |
| 04 3200             | VR 200           | Stadtgemeinde Bremen      |
| 04 3205             | VR 205           | Stadtgemeinde Bremen      |
| 04 3206             | VR 206           | Stadtgemeinde Bremen      |
| 04 3207             | VR 207           | Stadtgemeinde Bremen      |
| 04 3208             | VR 208           | Stadtgemeinde Bremen      |
| 04 3209             | VR 209           | Stadtgemeinde Bremen      |
| 04 3210             | VR 210           | Stadtgemeinde Bremen      |
| 04 3211             | VR 211           | Stadtgemeinde Bremen      |
| 04 3212             | VR 212           | Stadtgemeinde Bremen      |
| 04 3213             | VR 213           | Stadtgemeinde Bremen      |
| 04 3214             | VR 214           | Stadtgemeinde Bremen      |
| 04 3215             | VR 215           | Stadtgemeinde Bremen      |
| 04 3216             | VR 216           | Stadtgemeinde Bremen      |
| 04 3217             | VR 217           | Stadtgemeinde Bremen      |
| 04 3218             | VR 218           | Stadtgemeinde Bremen      |
| 04 3219             | VR 219           | Stadtgemeinde Bremen      |
| 04 3220             | VR 220           | Stadtgemeinde Bremen      |
| 04 3221             | VR 221           | Stadtgemeinde Bremen      |
| 04 3222             | VR 222           | Stadtgemeinde Bremen      |
| 04 3223             | VR 223           | Stadtgemeinde Bremen      |
| 04 3224             | VR 224           | Stadtgemeinde Bremen      |
| 04 3225             | VR 225           | Stadtgemeinde Bremen      |
| 04 3226             | VR 226           | Stadtgemeinde Bremen      |
| 04 3227             | VR 227           | Stadtgemeinde Bremen      |
| 04 3228             | VR 228           | Stadtgemeinde Bremen      |
| 04 3234             | VR 234           | Stadtgemeinde Bremen      |
| 04 3235             | VR 235           | Stadtgemeinde Bremen      |
| 04 3236             | VR 236           | Stadtgemeinde Bremen      |
| 04 3237             | VR 237           | Stadtgemeinde Bremen      |
| 04 3238             | VR 238           | Stadtgemeinde Bremen      |
| 04 3239             | VR 239           | Stadtgemeinde Bremen      |
| 04 3240             | VR 240           | Stadtgemeinde Bremen      |
| 04 3241             | VR 241           | Stadtgemeinde Bremen      |
| 04 3242             | VR 242           | Stadtgemeinde Bremen      |
| 04 3243             | VR 243           | Stadtgemeinde Bremen      |
| 04 3244             | VR 244           | Stadtgemeinde Bremen      |
| 04 3245             | VR 245           | Stadtgemeinde Bremen      |
| 04 3246             | VR 246           | Stadtgemeinde Bremen      |
| 04 3247             | VR 247           | Stadtgemeinde Bremen      |
| 04 3248             | VR 248           | Stadtgemeinde Bremen      |
| 04 3249             | VR 249           | Stadtgemeinde Bremen      |
| 04 3250             | VR 250           | Stadtgemeinde Bremen      |
| 04 3251             | VR 251           | Stadtgemeinde Bremen      |
| 04 3252             | VR 252           | Stadtgemeinde Bremen      |
| 04 3253             | VR 253           | Stadtgemeinde Bremen      |
| 04 3254             | VR 254           | Stadtgemeinde Bremen      |
| 04 3255             | VR 255           | Stadtgemeinde Bremen      |
| 04 3256             | VR 256           | Stadtgemeinde Bremen      |
| 04 3257             | VR 257           | Stadtgemeinde Bremen      |
| 04 3258             | VR 258           | Stadtgemeinde Bremen      |
| 04 3259             | VR 259           | Stadtgemeinde Bremen      |
| 04 3260             | VR 260           | Stadtgemeinde Bremen      |
| 04 3261             | VR 261           | Stadtgemeinde Bremen      |
| 04 3262             | VR 262           | Stadtgemeinde Bremen      |
| 04 3263             | VR 263           | Stadtgemeinde Bremen      |
| 04 3264             | VR 264           | Stadtgemeinde Bremen      |
| 04 3265             | VR 265           | Stadtgemeinde Bremen      |
| 04 3266             | VR 266           | Stadtgemeinde Bremen      |
| 04 3267             | VR 267           | Stadtgemeinde Bremen      |
| 04 3268             | VR 268           | Stadtgemeinde Bremen      |
| 04 3269             | VR 269           | Stadtgemeinde Bremen      |
| 04 3270             | VR 270           | Stadtgemeinde Bremen      |
| 04 3271             | VR 271           | Stadtgemeinde Bremen      |
| 04 3272             | VR 272           | Stadtgemeinde Bremen      |
| 04 3273             | VR 273           | Stadtgemeinde Bremen      |
| 04 3274             | VR 274           | Stadtgemeinde Bremen      |
| 04 3275             | VR 275           | Stadtgemeinde Bremen      |
| 04 3276             | VR 276           | Stadtgemeinde Bremen      |
| 04 3277             | VR 277           | Stadtgemeinde Bremen      |
| 04 3278             | VR 278           | Stadtgemeinde Bremen      |
| 04 3279             | VR 279           | Stadtgemeinde Bremen      |
| 04 3280             | VR 280           | Stadtgemeinde Bremen      |
| 04 3281             | VR 281           | Stadtgemeinde Bremen      |
| 04 3282             | VR 282           | Stadtgemeinde Bremen      |
| 04 3283             | VR 283           | Stadtgemeinde Bremen      |
| 04 3284             | VR 284           | Stadtgemeinde Bremen      |
| 04 3285             | VR 285           | Stadtgemeinde Bremen      |
| 04 3286             | VR 286           | Stadtgemeinde Bremen      |
| 04 3287             | VR 287           | Stadtgemeinde Bremen      |
| 04 3288             | VR 288           | Stadtgemeinde Bremen      |
| 04 3289             | VR 289           | Stadtgemeinde Bremen      |
| 04 3290             | VR 290           | Stadtgemeinde Bremen      |
| 04 3291             | VR 291           | Stadtgemeinde Bremen      |
| 04 3292             | VR 292           | Stadtgemeinde Bremen      |
| 04 3293             | VR 293           | Stadtgemeinde Bremen      |
| 04 3294             | VR 294           | Stadtgemeinde Bremen      |
| 04 3295             | VR 295           | Stadtgemeinde Bremen      |
| 04 3296             | VR 296           | Stadtgemeinde Bremen      |
| 04 3297             | VR 297           | Stadtgemeinde Bremen      |
| 04 3298             | VR 298           | Stadtgemeinde Bremen      |
| 04 3299             | VR 299           | Stadtgemeinde Bremen      |
| 04 3300             | VR 300           | Stadtgemeinde Bremen      |
| 04 3301             | VR 301           | Stadtgemeinde Bremen      |
| 04 3302             | VR 302           | Stadtgemeinde Bremen      |
| 04 3303             | VR 303           | Stadtgemeinde Bremen      |
| 04 3304             | VR 304           | Stadtgemeinde Bremen      |
| 04 3305             | VR 305           | Stadtgemeinde Bremen      |
| 04 3306             | VR 306           | Stadtgemeinde Bremen      |
| 04 3307             | VR 307           | Stadtgemeinde Bremen      |
| 04 3308             | VR 308           | Stadtgemeinde Bremen      |
| 04 3309             | VR 309           | Stadtgemeinde Bremen      |
| 04 3310             | VR 310           | Stadtgemeinde Bremen      |
| 04 3311             | VR 311           | Stadtgemeinde Bremen      |
| 04 3312             | VR 312           | Stadtgemeinde Bremen      |
| 04 3313             | VR 313           | Stadtgemeinde Bremen      |
| 04 3314             | VR 314           | Stadtgemeinde Bremen      |
| 04 3315             | VR 315           | Stadtgemeinde Bremen      |
| 04 3316             | VR 316           | Stadtgemeinde Bremen      |
| 04 3317             | VR 317           | Stadtgemeinde Bremen      |
| 04 3318             | VR 318           | Stadtgemeinde Bremen      |
| 04 3319             | VR 319           | Stadtgemeinde Bremen      |
| 04 3320             | VR 320           | Stadtgemeinde Bremen      |
| 04 3321             | VR 321           | Stadtgemeinde Bremen      |
| 04 3322             | VR 322           | Stadtgemeinde Bremen      |
| 04 3323             | VR 323           | Stadtgemeinde Bremen      |
| 04 3324             | VR 324           | Stadtgemeinde Bremen      |
| 04 3325             | VR 325           | Stadtgemeinde Bremen      |
| 04 3326             | VR 326           | Stadtgemeinde Bremen      |
| 04 3327             | VR 327           | Stadtgemeinde Bremen      |
| 04 3328             | VR 328           | Stadtgemeinde Bremen      |
| 04 3329             | VR 329           | Stadtgemeinde Bremen      |
| 04 3330             | VR 330           | Stadtgemeinde Bremen      |
| 04 3331             | VR 331           | Stadtgemeinde Bremen      |
| 04 3332             | VR 332           | Stadtgemeinde Bremen      |
| 04 3333             | VR 333           | Stadtgemeinde Bremen      |
| 04 3334             | VR 334           | Stadtgemeinde Bremen      |
| 04 3335             | VR 335           | Stadtgemeinde Bremen      |
| 04 3336             | VR 336           | Stadtgemeinde Bremen      |
| 04 3337             | VR 337           | Stadtgemeinde Bremen      |
| 04 3338             | VR 338           | Stadtgemeinde Bremen      |
| 04 3339             | VR 339           | Stadtgemeinde Bremen      |
| 04 3340             | VR 340           | Stadtgemeinde Bremen      |
| 04 3341             | VR 341           | Stadtgemeinde Bremen      |
| 04 3342             | VR 342           | Stadtgemeinde Bremen      |
| 04 3343             | VR 343           | Stadtgemeinde Bremen      |
| 04 3344             | VR 344           | Stadtgemeinde Bremen      |
| 04 3345             | VR 345           | Stadtgemeinde Bremen      |
| 04 3346             | VR 346           | Stadtgemeinde Bremen      |
| 04 3347             | VR 347           | Stadtgemeinde Bremen      |
| 04 3348             | VR 348           | Stadtgemeinde Bremen      |
| 04 3349             | VR 349           | Stadtgemeinde Bremen      |
| 04 3350             | VR 350           | Stadtgemeinde Bremen      |
| 04 3351             | VR 351           | Stadtgemeinde Bremen      |
| 04 3352             | VR 352           | Stadtgemeinde Bremen      |
| 04 3353             | VR 353           | Stadtgemeinde Bremen      |
| 04 3354             | VR 354           | Stadtgemeinde Bremen      |
| 04 3355             | VR 355           | Stadtgemeinde Bremen      |
| 04 3356             | VR 356           | Stadtgemeinde Bremen      |
| 04 3357             | VR 357           | Stadtgemeinde Bremen      |
| 04 3358             | VR 358           | Stadtgemeinde Bremen      |
| 04 3359             | VR 359           | Stadtgemeinde Bremen      |
| 04 3360             | VR 360           | Stadtgemeinde Bremen      |
| 04 3361             | VR 361           | Stadtgemeinde Bremen      |
| 04 3362             | VR 362           | Stadtgemeinde Bremen      |
| 04 3363             | VR 363           | Stadtgemeinde Bremen      |
| 04 3364             | VR 364           | Stadtgemeinde Bremen      |
| 04 3365             | VR 365           | Stadtgemeinde Bremen      |
| 04 3366             | VR 366           | Stadtgemeinde Bremen      |
| 04 3367             | VR 367           | Stadtgemeinde Bremen      |
| 04 3368             | VR 368           | Stadtgemeinde Bremen      |
| 04 3369             | VR 369           | Stadtgemeinde Bremen      |
| 04 3370             | VR 370           | Stadtgemeinde Bremen      |
| 04 3371             | VR 371           | Stadtgemeinde Bremen      |
| 04 3372             | VR 372           | Stadtgemeinde Bremen      |
| 04 3373             | VR 373           | Stadtgemeinde Bremen      |
| 04 3374             | VR 374           | Stadtgemeinde Bremen      |
| 04 3375             | VR 375           | Stadtgemeinde Bremen      |
| 04 3376             | VR 376           | Stadtgemeinde Bremen      |
| 04 3377             | VR 377           | Stadtgemeinde Bremen      |
| 04 3378             | VR 378           | Stadtgemeinde Bremen      |
| 04 3379             | VR 379           | Stadtgemeinde Bremen      |
| 04 3380             | VR 380           | Stadtgemeinde Bremen      |
| 04 3381             | VR 381           | Stadtgemeinde Bremen      |
| 04 3382             | VR 382           | Stadtgemeinde Bremen      |
| 04 3383             | VR 383           | Stadtgemeinde Bremen      |
| 04 3384             | VR 384           | Stadtgemeinde Bremen      |
| 04 3385             | VR 385           | Stadtgemeinde Bremen      |
| 04 3386             | VR 386           | Stadtgemeinde Bremen      |
| 04 3387             | VR 387           | Stadtgemeinde Bremen      |
| 04 3388             | VR 388           | Stadtgemeinde Bremen      |
| 04 3389             | VR 389           | Stadtgemeinde Bremen      |
| 04 4001             | VL 1             | Stadtgemeinde Bremen      |
| 04 4002             | VL 2             | Stadtgemeinde Bremen      |
| 04 4003             | VL 3             | Stadtgemeinde Bremen      |
| 04 4004             | VL 4             | Stadtgemeinde Bremen      |
| 04 4005             | VL 5             | Stadtgemeinde Bremen      |
| 04 4006             | VL 6             | Stadtgemeinde Bremen      |
| 04 4007             | VL 7             | Stadtgemeinde Bremen      |
| 04 4008             | VL 8             | Stadtgemeinde Bremen      |
| 04 4009             | VL 9             | Stadtgemeinde Bremen      |
| 04 4010             | VL 10            | Stadtgemeinde Bremen      |
| 04 4011             | VL 11            | Stadtgemeinde Bremen      |
| 04 4012             | VL 12            | Stadtgemeinde Bremen      |
| 04 4013             | VL 13            | Stadtgemeinde Bremen      |
| 04 4014             | VL 14            | Stadtgemeinde Bremen      |
| 04 4015             | VL 15            | Stadtgemeinde Bremen      |
| 04 4016             | VL 16            | Stadtgemeinde Bremen      |
| 04 4017             | VL 17            | Stadtgemeinde Bremen      |
| 04 4018             | VL 18            | Stadtgemeinde Bremen      |
| 04 4019             | VL 19            | Stadtgemeinde Bremen      |
| 04 4020             | VL 20            | Stadtgemeinde Bremen      |
| 04 4021             | VL 21            | Stadtgemeinde Bremen      |
| 04 4022             | VL 22            | Stadtgemeinde Bremen      |
| 04 4023             | VL 23            | Stadtgemeinde Bremen      |
| 04 4024             | VL 24            | Stadtgemeinde Bremen      |
| 04 4025             | VL 25            | Stadtgemeinde Bremen      |
| 04 4026             | VL 26            | Stadtgemeinde Bremen      |
| 04 4027             | VL 27            | Stadtgemeinde Bremen      |
| 04 4028             | VL 28            | Stadtgemeinde Bremen      |
| 04 4029             | VL 29            | Stadtgemeinde Bremen      |
| 04 4030             | VL 30            | Stadtgemeinde Bremen      |
| 04 4031             | VL 31            | Stadtgemeinde Bremen      |
| 04 4032             | VL 32            | Stadtgemeinde Bremen      |
| 04 4033             | VL 33            | Stadtgemeinde Bremen      |
| 04 4034             | VL 34            | Stadtgemeinde Bremen      |
| 04 4035             | VL 35            | Stadtgemeinde Bremen      |
| 04 4036             | VL 36            | Stadtgemeinde Bremen      |
| 04 4037             | VL 37            | Stadtgemeinde Bremen      |
| 04 4038             | VL 38            | Stadtgemeinde Bremen      |
| 04 4039             | VL 39            | Stadtgemeinde Bremen      |
| 04 4040             | VL 40            | Stadtgemeinde Bremen      |
| 04 4041             | VL 41            | Stadtgemeinde Bremen      |
| 04 4042             | VL 42            | Stadtgemeinde Bremen      |
| 04 4043             | VL 43            | Stadtgemeinde Bremen      |
| 04 4044             | VL 44            | Stadtgemeinde Bremen      |
| 04 4045             | VL 45            | Stadtgemeinde Bremen      |
| 04 4046             | VL 46            | Stadtgemeinde Bremen      |
| 04 4047             | VL 47            | Stadtgemeinde Bremen      |
| 04 4048             | VL 48            | Stadtgemeinde Bremen      |
| 04 4049             | VL 49            | Stadtgemeinde Bremen      |
| 04 4050             | VL 50            | Stadtgemeinde Bremen      |
| 04 4051             | VL 51            | Stadtgemeinde Bremen      |
| 04 4052             | VL 52            | Stadtgemeinde Bremen      |
| 04 4053             | VL 53            | Stadtgemeinde Bremen      |
| 04 4054             | VL 54            | Stadtgemeinde Bremen      |
| 04 4055             | VL 55            | Stadtgemeinde Bremen      |
| 04 4056             | VL 56            | Stadtgemeinde Bremen      |
| 04 4057             | VL 57            | Stadtgemeinde Bremen      |
| 04 4058             | VL 58            | Stadtgemeinde Bremen      |
| 04 4059             | VL 59            | Stadtgemeinde Bremen      |
| 04 4060             | VL 60            | Stadtgemeinde Bremen      |
| 04 4061             | VL 61            | Stadtgemeinde Bremen      |
| 04 4062             | VL 62            | Stadtgemeinde Bremen      |
| 04 4063             | VL 63            | Stadtgemeinde Bremen      |
| 04 4064             | VL 64            | Stadtgemeinde Bremen      |
| 04 4065             | VL 65            | Stadtgemeinde Bremen      |
| 04 4066             | VL 66            | Stadtgemeinde Bremen      |
| 04 4067             | VL 67            | Stadtgemeinde Bremen      |
| 04 4068             | VL 68            | Stadtgemeinde Bremen      |
| 04 4069             | VL 69            | Stadtgemeinde Bremen      |
| 04 4070             | VL 70            | Stadtgemeinde Bremen      |
| 04 4071             | VL 71            | Stadtgemeinde Bremen      |
| 04 4072             | VL 72            | Stadtgemeinde Bremen      |
| 04 4079             | VL 79            | Stadtgemeinde Bremen      |
| 04 4080             | VL 80            | Stadtgemeinde Bremen      |
| 04 4081             | VL 81            | Stadtgemeinde Bremen      |
| 04 4082             | VL 82            | Stadtgemeinde Bremen      |
| 04 4084             | VL 84            | Stadtgemeinde Bremen      |
| 04 4085             | VL 85            | Stadtgemeinde Bremen      |
| 04 4086             | VL 86            | Stadtgemeinde Bremen      |
| 04 4087             | VL 87            | Stadtgemeinde Bremen      |
| 04 4088             | VL 88            | Stadtgemeinde Bremen      |
| 04 4089             | VL 89            | Stadtgemeinde Bremen      |
| 04 4090             | VL 90            | Stadtgemeinde Bremen      |
| 04 4091             | VL 91            | Stadtgemeinde Bremen      |
| 04 4092             | VL 92            | Stadtgemeinde Bremen      |
| 04 4093             | VL 93            | Stadtgemeinde Bremen      |
| 04 4094             | VL 94            | Stadtgemeinde Bremen      |
| 04 4095             | VL 95            | Stadtgemeinde Bremen      |
| 04 4096             | VL 96            | Stadtgemeinde Bremen      |
| 04 4097             | VL 97            | Stadtgemeinde Bremen      |
| 04 4098             | VL 98            | Stadtgemeinde Bremen      |
| 04 4099             | VL 99            | Stadtgemeinde Bremen      |
| 04 4100             | VL 100           | Stadtgemeinde Bremen      |
| 04 4101             | VL 101           | Stadtgemeinde Bremen      |
| 04 4102             | VL 102           | Stadtgemeinde Bremen      |
| 04 4103             | VL 103           | Stadtgemeinde Bremen      |
| 04 4104             | VL 104           | Stadtgemeinde Bremen      |
| 04 4105             | VL 105           | Stadtgemeinde Bremen      |
| 04 4106             | VL 106           | Stadtgemeinde Bremen      |
| 04 4107             | VL 107           | Stadtgemeinde Bremen      |
| 04 4108             | VL 108           | Stadtgemeinde Bremen      |
| 04 4109             | VL 109           | Stadtgemeinde Bremen      |
| 04 4110             | VL 110           | Stadtgemeinde Bremen      |
| 04 4111             | VL 111           | Stadtgemeinde Bremen      |
| 04 4112             | VL 112           | Stadtgemeinde Bremen      |
| 04 4113             | VL 113           | Stadtgemeinde Bremen      |
| 04 4114             | VL 114           | Stadtgemeinde Bremen      |
| 04 4115             | VL 115           | Stadtgemeinde Bremen      |
| 04 4116             | VL 116           | Stadtgemeinde Bremen      |
| 04 4117             | VL 117           | Stadtgemeinde Bremen      |
| 04 5001             | Vegesack 1       | Stadtgemeinde Bremen      |
| 04 5002             | Vegesack 2       | Stadtgemeinde Bremen      |
| 04 5003             | Vegesack 3       | Stadtgemeinde Bremen      |
| 04 0001             | Wulsdorf         | Stadtgemeinde Bremerhaven |
| 04 0002             | Geestemünde      | Stadtgemeinde Bremerhaven |
| 04 0003             | Lehe             | Stadtgemeinde Bremerhaven |
| 04 0004             | Geestendorf      | Stadtgemeinde Bremerhaven |
| 04 0005             | Schiffdorferdamm | Stadtgemeinde Bremerhaven |
| 04 0006             | Weddewarden      | Stadtgemeinde Bremerhaven |
| 04 0007             | Bremerhaven      | Stadtgemeinde Bremerhaven |